# Ville de Bordeaux
Ville de Bordeaux är ett franskt ro-ro-fartyg som är uppkallat efter staden Bordeaux. Det är specialbyggt för att kunna transportera delar till Airbus A380 från fabrikerna i Storbritannien, Tyskland och Spanien till slutmonteringen vid fabriken i Toulouse.
Ägarbolaget Seaplane One är ett samarbete mellan det norska rederiet Leif Höegh & Co och franska Louis Dreyfus Armateurs, som står för driften. Fartyget transporterar sedan 2016 också Scania-lastbilar från fabriken i Angers i Frankrike till Nordvästafrika.